# Grote knotspoot
De grote knotspoot (Julus scandinavius) is een miljoenpoot uit de familie Julidae. Het werd beschreven door Latzel in 1884.

## Kenmerken
Het is een slangenmiljoenpoot met een staartje. Hij heeft een zwartbruin lichaam en een volwassen lengte van 38 millimeter.

## Voorkomen
Hij komt voor op vochtige plekken onder bladeren, boomschors en stenen in zandige bodems van beboste gebieden. Ze voeden zich met rottend organisch materiaal zoals dat van eiken.
De grote knotspoot wordt gevonden in Oostenrijk, de Benelux, Tsjechië, Frankrijk, Duitsland, Hongarije, Ierland, Polen, Slowakije, Zwitserland, Groot-Brittannië en Scandinavië.